# Segundo Gobierno de Lenin
El Segundo Gobierno de Lenin fue el gabinete de la Unión Soviética establecido en 1923, tras la creación del país, con Vladímir Lenin como jefe de Gobierno, desempeñándose como presidente del Consejo de Comisarios del Pueblo. 
Fue establecido el 6 de julio de 1923, por decreto del recién formado Congreso de los Sóviets de la Unión Soviética tras la fundación de la URSS. Finalizó el 21 de enero de 1924, tras la muerte de Lenin. 

## Composición[3]
| Comisario del Pueblo                    | Titular             | Partido |
| --------------------------------------- | ------------------- | ------- |
| Presidente                              | Vladímir Lenin      | PCR (b) |
| Vicepresidentes                         | Lev Kámenev         | PCR (b) |
| Vicepresidentes                         | Alekséi Rýkov       | PCR (b) |
| Vicepresidentes                         | Aleksandr Tsiurupa  | PCR (b) |
| Vicepresidentes                         | Vlas Chubar         | PCR (b) |
| Vicepresidentes                         | Sergó Ordzhonikidze | PCR (b) |
| Vicepresidentes                         | Mamia Orajelashvili | PCR (b) |
| Administrador de Asuntos                | Nikolái Gorbunov    | PCR (b) |
| Asuntos Exteriores                      | Gueorgui Chicherin  | PCR (b) |
| Comercio e Industria                    | Leonid Krasin       | PCR (b) |
| Ferrocarriles                           | Féliks Dzerzhinski  | PCR (b) |
| Asuntos Militares y Navales             | Lev Trotski         | PCR (b) |
| Finanzas                                | Grigori Sokólnikov  | PCR (b) |
| Comercio Exterior                       | Leonid Krasin       | PCR (b) |
| Trabajo                                 | Vasili Schmidt      | PCR (b) |
| Correos y Telégrafos                    | Iván Smirnov        | PCR (b) |
| Alimentos                               | Nikolái Briujánov   | PCR (b) |
| Consejo Supremo de Economía Nacional    | Alekséi Rýkov       | PCR (b) |
| Inspección de Trabajadores y Campesinos | Valerián Kúibyshev  | PCR (b) |
| Comité Estatal de Planificación         | Gleb Krzhizhanovski | PCR (b) |